# خانواده دکتر ارنست
خانواده دکتر ارنست با نام اصلی خانواده سوئیسی رابینسون: جزیره اسرارآمیز فلون (به ژاپنی: 家族ロビンソン漂流記ふしぎな島のフローネ Kazoku Robinson Hyōryūki Fushigi na Shima no Furōne) (به انگلیسی: The Swiss Family Robinson: Flone of the Mysterious Island) یک مجموعه انیمهٔ ۵۰ قسمتی است که توسط استودیو نیپون انیمیشن ساخته شده‌است. پخش آن از ۴ ژانویه ۱۹۸۱ در شبکه فوجی تلویژن آغاز شده و تا ۲۷ دسامبر ۱۹۸۱ ادامه داشته‌است.
این انیمه بر اساس رمان خانواده سوئیسی رابینسون که در سال ۱۸۱۲ توسط نویسنده‌ای سوئیسی به نام یوهان داوید ویس به زبان آلمانی نوشته شده ساخته شده‌است. همچنین شخصیت فلون در رمان اصلی موجود نیست، در رمان اصلی خانواده رابینسون فقط شامل پدر، مادر و چهار پسر (بدون دختر) است. احتمالاً فلون توسط نیپون انیمیشن به عنوان شخصیت جدیدی برای نسخه انیمه معرفی شده‌است تا دختران بیشتری را به عنوان بیننده جذب کند. همچنین در نسخه انیمه، بزرگ‌ترین فرزند خانواده رابینسون، فرانس، نامگذاری شده‌است و شخصیت جک یک شخصیت سه ساله است در حالی که در رمان یک شخصیت ده ساله است.

## داستان
خانوادهٔ سوئیسی رابینسون تشکیل شده از یک دکتر حرفه‌ای به نام ارنست رابینسون، پدر خانواده، آنا رابینسون، مادری خانه‌دار، بزرگترین پسر فرانس که آرزو دارد نوازنده شود، فرزند میانی فلون و کوچک‌ترین فرزند خانواده جک.
خانواده نامه‌ای از دکتر الیوت، دوست دکتر رابینسون در استرالیا دریافت می‌کنند که آرزو می‌کند دکتر رابینسون به دلیل کمبود پزشک در استرالیا به کمک مردم بیاید. این مسئله برای بچه‌ها بحث‌برانگیز است، زیرا فرانس متوجه می‌شود که به دلیل عدم وجود مؤسسات مناسب، امکان تحصیل موسیقی در استرالیا وجود ندارد. فلون در ابتدا خوشحال می‌شود، اما بعد متوجه می‌شود که خدمتکار مهربان خانوادهٔ آنها، ماری، قادر به همراهی آنان نیست و این موضوع موجب آزرده خاطر شدن فلون می‌شود. به عنوان یک توافق، خانواده تصمیم می‌گیرند که خانه‌ی خود را به ماری و برادر و زن‌برادر دکتر رابینسون واگذار کنند و از آن‌ها بخواهند که از فرانس مراقبت کنند در حالی که بقیهٔ خانواده به استرالیا نقل مکان می‌کنند. اما در روز سفر، فرانس در آخرین لحظه نظر خود را تغییر می‌دهد و سوار کشتی می‌شود. فرانس در کشتی با دختری هم سن و سال خود، به نام امیلی آشنا می‌شود و با او دوست می‌شود. بقیهٔ خانواده هم با افراد مختلف در کشتی تعامل دارند، مانند زمانی که دکتر رابینسون مجبور می‌شود به یک زن باردار کمک کند که بچه‌اش به دنیا بیاید. یک شب، طوفانی شروع می‌شود و کشتی در آستانهٔ غرق شدن قرار می‌گیرد،  اما دکتر رابینسون و خانواده‌اش به دلیل این که به آسیب‌دیدگان کمک می‌کردند نتوانستند سوار قایق نجات شوند؛ امیلی از کارگری که مدیریت آخرین قایق نجات را بر عهده دارد می‌خواهد که صبر کند تا خانوادهٔ رابینسون نیز سوار قایق شوند ولی به دلیل پر شدن ظرفیت قایق، او درخواست امیلی را نمی‌پذیرد و قایق را از کشتی جدا می‌کند و آن‌ها با قایق خانوادهٔ رابینسون و کشتی را ترک می‌کنند. در حین غرق شدن کشتی، کاپیتان فرانس را به دکلی شکسته از کشتی می‌بندد تا او را از غرق شدن نجات دهد؛ صبح اول وقت، هنگامی که دکتر رابینسون برای بررسی اوضاع به عرشه‌ی کشتی می‌رود، جزیره‌ای را از دور می‌بیند و همچنین، فرانس را در آب دریا پیدا می‌کند و او را با خود به کابین، نزد سایر اعضای خانواده می‌برد؛ پس از اینکه فرانس به هوش می‌آید، خانواده به کمک یکدیگر، از کشتی چوب و تخته و پارچه برای ساخت یک قایق جمع‌آوری می‌کنند و با هم یک قایق موقت آماده می‌کنند تا راه خود را به یک جزیرهٔ غیر مسکونی هموار کنند. آن‌ها مواد غذایی و امکاناتی برای زندگی و بعضی از حیوانات درون کشتی اعم از یک الاغ و تعدادی مرغ و خروس را با خود به درون قایق می‌برند؛ وقتی آن‌ها به راه می‌افتند، قهوه‌ای (سگ کاپیتان) از کشتی به درون دریا می‌پرد و با شنا خود را به آن‌ها می‌رساند و به آن‌ها می‌پیوندد. بعد از رسیدن به جزیره، آن‌ها اردوگاهی را در ساحل برپا می‌کنند اما به دلیل وجود گرگهای تاسمانی، آن‌ها ناچار به نقل مکان به یک درخت تنومند می‌شوند. در جزیره، آن‌ها علاوه بر این که سگی به نام قهوه‌ای را دارند با یک کوسکوس خرسی کوچک دوست می‌شوند و آن را مرکر می‌نامند؛ همچنین، آن‌ها تعدادی مرغ و خروس و یک الاغ هم دارند که با خود از کشتی نجات داده‌اند، آن‌ها روزی هنگام شکار و کاوش در این جزیرهٔ غیر مسکونی، دو بز که مادر و فرزند هستند نیز پیدا می‌کنند؛ در ابتدا فرانس و دکتر رابینسون قصد دارند که آن‌ها را شکار کنند، ولی به واسطه‌ی اصرارهای فلون، از این کار منصرف می‌شوند و تصمیم می‌گیرند که آن‌ها را به خانه برده و نگه دارند. دکتر رابینسون و فرانس بیشتر روزها را صرف تحقیق و انجام کارهای نجاری می‌کنند و بعضی وقت‌ها هم دنبال چیزهایی بودند که برای زنده ماندن به آن‌ها کمک می‌کند مثلاً پیدا کردن نیشکر در آن جزیرهٔ دور افتاده، در حالی که آنا غذا را آماده می‌کند و کشاورزی می‌کند. در یک روز، آن‌ها کشتی‌ای را از دور می‌بینند و سعی می‌کنند از شلیک تفنگ و دود آتش برای علامت دادن به آن استفاده کنند، اما در جلب توجه آن موفق نمی‌شوند. آن‌ها روزهای خود را بیشتر صرف زنده ماندن و ساختن قایق می‌کنند؛ قایقی که آن‌ها ساخته بودند توسط طوفان در دریا غرق می‌شود. پس از باران شدید و باد، سقف خانه‌ی آن‌ها که از کاه و چوب ساخته شده، چکه می‌کند؛ آن‌ها برای پیدا کردن خانه‌ای ضدآب، غاری را به واسطه‌ی سگشان قهوه‌ای پیدا می‌کنند و به آنجا می‌روند. در این غار، اسکلت یک مرد به همراه لوازم او و یک دفترچه خاطرات پیدا می‌کنند آن‌ها در آن دفترچه می‌خوانند که نام آن مرد، اِریک بِیتس بوده و او هرگز نتوانسته از آن جزیره خارج شود و ظاهراً او یک انگلیسی بوده و احتمالاً از مالاریا درگذشته است. آن‌ها به این موضوع پی می‌برند که بزهایی که نگه می‌دارند متعلق به این مرد بوده‌اند؛ در آخر، آن‌ها مراسم تدفین مناسبی برای او برگزار می‌کنند؛ فلون پیشنهاد می‌دهد که برای زنده‌داشت نام او، از نام و نام خانوادگی او برای نام‌گذاری بزها استفاده کنند، بنابراین بز مادر را اِریک و بزغاله را بِیتس می‌نامند. روزی فلون همان‌طور که در غار کاوش می‌کند، شبح یک پسر را از دور می‌بیند که در آنجا در حال دویدن بود؛ روز بعد، فلون با مادرش و جک، پسری را در حال سرقت از مزرعه‌شان پیدا می‌کنند، پسری استرالیایی که نام او تام‌تام است. آن‌ها دریافتند که او با یک کاپیتان کشتی به نام آقای مورتون زندگی می‌کند. در ابتدا آنا از مورتون به دلیل بی‌ادب بودن و این که سعی کرد جک را مجبور به سیگار کشیدن کند خوشش نمی‌آید اما خیلی زود پس از اینکه متوجه شد او قلب مهربانی دارد رفتارش با او بهتر شد. تام‌تام در ابتدا از تعامل با خانوادهٔ رابینسون امتناع می‌ورزد، زیرا خانوادهٔ وی به دست اروپایی‌ها به بردگی گرفته و کشته شده بودند، اما خیلی زود با فلون و بقیهٔ خانواده گرم می‌شود. گرمای شدید پس از بارش‌های مکرر باران و گرم شدن آب چشمهٔ درون غار منجر به این مسئله شدند که آقای مورتون به این نکته پی ببرد که جزیره در واقع یک جزیره‌ی آتشفشانی است که ممکن است به زودی فوران کند و همچنین به دلیل زمین‌لرزه‌های مکرری که رخ می‌دهد از خانواده می‌خواهد که هرچه سریع‌تر کشتی دیگری با هدف ترک جزیره و پیدا کردن راه خود به استرالیا، بسازند. پس از اتمام ساخت کشتی، الاغ آن‌ها، رابرت به دلیل مسن بودن و اینکه کارهای زیادی برای خانواده انجام داده بود، ضعف می‌کند و می‌میرد. آن‌ها پس از گذراندن بیش از یک سال زندگی در جزیره، سرانجام با کشتی ساخته شدهٔ خود به استرالیا عزیمت می‌کنند. این سفر بسیار طولانی‌تر از آنچه انتظار می‌رفت طول کشید، آن‌ها ۳ هفته در راه بودند اما در نهایت آن سفر را به اتمام می‌رسانند. در استرالیا، دکتر الیوت از آن‌ها استقبال می‌کند و خانه‌ای قدیمی ولی بزرگ و مناسب را برای اقامت در اختیار آن‌ها قرار می‌دهد؛ پس از آن، تام‌تام پیش خانواده رابینسون می‌ماند تا اینکه آقای مورتون کشتی دیگری را برای کاپیتان شدن پیدا کند. وقتی که خانواده به همراه دکتر الیوت برای دیدن محل کار جدید دکتر رابینسون می‌روند، امیلی را در آنجا ملاقات می کنند، او برای فرانس تعریف می‌کند که پس از اینکه خانواده‌اش را در طوفان از دست می‌دهد به خاطر می‌آورد که خانوادهٔ رابینسون قصد داشتند که در استرالیا به نزد دکتر الیوت بروند، بنابراین او آدرس دکتر الیوت را پیدا کرده و به نزد او می‌رود؛ او نزد دکتر الیوت تحت آموزش موقت پرستاری است. امیلی پس از یک اجماع کوتاه مدت، تصمیم می‌گیرد برای تحصیل در رشتهٔ پزشکی و پرستاری به انگلستان عزیمت کند. در نهایت متوجه می‌شوند کشتی او اتفاقاً همان کشتی‌ای است که آقای مورتون و تام‌تام در آن کاپیتان هستند؛ در پایان خانوادهٔ رابینسون با آن‌ها خداحافظی می‌کنند و انیمه به پایان می‌رسد.

## شخصیت‌ها
- فلون رابینسون: شخصیت اصلی و فرزند میانی خانوادهٔ رابینسون است. فلون دختری برون‌گرا و دارای روحیه‌ای آزاد است و مایل به انجام هر کاری است. او همیشه با ذهن خود صحبت می‌کند و از انجام کارهای جدید لذت می‌برد. او شکمو و پرانرژی است و از درس خواندن و کارهای خانه خوشش نمی‌آید؛ داستان معمولاً از دیدگاه او گفته می‌شود. خانوادهٔ وی یازدهمین سالگرد تولد او را در ۱۳ سپتامبر در این جزیرهٔ غیر مسکونی جشن می‌گیرند.
- فرانس رابینسون: او بزرگ‌ترین فرزند خانواده می‌باشد و دارای ۱۵ سال سن می‌باشد و در دبیرستان مشغول تحصیل می‌باشد. وی در تقابل شدید با خواهر برون‌گرای خود قرار دارد و بسیار درون‌گرا و خجالتی است. او آرزو دارد که آهنگساز موسیقی شود و برای تحقق آن رؤیا تلاش می‌کند. به دلیل این رؤیاها، او تمام وقت خود را بعد از مدرسه، در اتاقش می‌گذراند و فلوت و گیتار خود را می‌نوازد و موسیقی می‌نویسد. به نظر می‌رسد فرانس در ابتدای داستان دوستان کمی دارد، اما او پس از ملاقات با امیلی بر روی کشتی در راه سفر به استرالیا، عاشق او می‌شود و بیشتر برون‌گرا می‌شود. او هنگامی که رابینسون‌ها در این جزیرهٔ غیر مسکونی گرفتار می‌شوند، قوی‌تر می‌شود و به پدرش در پروژه‌های مختلف کمک می‌کند. او در روز تولدش به همراه برادرش و خواهرش با کمک تام‌تام، شترمرغی را می‌گیرند و آن را همراه خود به عنوان همبازی جدیدشان، به خانه می‌برند.
- دکتر ارنست رابینسون: دکتر ارنست رابینسون، پدر ۴۶ ساله‌ی فلون و رئیس خانوادهٔ رابینسون است. او یک پزشک ثروتمند است که به فقیرانی که نمی‌توانند کمک پزشکی دریافت کنند، کمک می‌کند. او تصمیم می‌گیرد پس از دریافت نامه‌ای از دوستش، خانوادهٔ خود را از سوئیس به استرالیا ببرد و خانهٔ پدر، پدربزرگ و پدر پدربزرگ خود را به برادر و زن‌برادرش واگذار کند.
- آنا رابینسون: آنا مادر فلون است و به راحتی از جوندگان کوچک، خزندگان و سایر موارد می‌ترسد. او یک زن خانه‌دار ماهر است که به خانه و فرزندان خود علاقه دارد و همچنین به بی‌خیالی‌های دخترش فلون و عادت سیگار کشیدن کاپیتان مورتون اخم می‌کند. او همسر خود را در سفر به استرالیا همراهی می‌کند و می‌گوید همیشه پای تصمیم او خواهد ایستاد. او در روستا بزرگ شده و از این جهت، تجربیاتی از زندگی در روستا دارد که در این جزیرهٔ غیر مسکونی برای او و خانواده‌اش مفید واقع می‌شوند. خانوادهٔ وی تولد ۳۷ سالگی او را در این جزیرهٔ غیر مسکونی جشن می‌گیرند.
- جک رابینسون: او کوچکترین پسر خانواده است و بر خلاف مادرش، به نظر می‌رسد او اصلا از حشرات، جوندگان و خزندگان کوچک نمی‌ترسد. او همیشه وارد کارهای دردسرآمیز می‌شود و دوست دارد چیزهایی را از سنگ‌های قیمتی و صدف‌های دریایی گرفته تا حیوانات کوچک و خزندگان جمع کند. او دارای ۳ سال سن است و پسری باهوش و پرانرژی می‌باشد.
- قهوه‌ای: سگی از خانوادهٔ سنت‌برنارد که متعلق به کاپیتان کشتی بود. بعد از آن رابینسون‌ها از او به عنوان حیوان خانگی و سگ نگهبان استفاده می‌کنند. جک در ابتدا به دلیل اینکه او بزرگ بود از او می‌ترسید اما جک خیلی زود با او دوستی خوبی پیدا کرد.
- مِرکِر: یک کوسکوس خرسی یا فالانگر (نوعی مارپسیال بومی قلمرو استرالیا) که به یک حیوان خانگی تبدیل می‌شود. فلون و جک وقت زیادی را صرف بازی کردن با او می‌کنند. او همچنین با قهوه‌ای دوست است. در ورژن فرانسوی نام این جانور بخاطر اینکه در یک روز چهارشنبه پیدا شده بود «مرکرودی» نامیده شده بود که در زمان دوبله به فارسی برای سادگی بیان، این نام از مِرکرُدی به مِرکِر تغییر کرد.
- رابرت: الاغی که رابینسون‌ها هنگام ترک کردن کشتی، او را همراه خود بردند و از او به عنوان یک عضو مفید خانوادهٔ رابینسون و یک حیوان باربر برای حمل چوب و نی‌شکر استفاده می‌کردند. الاغ بعداً به دلیل کمک به رابینسون‌ها، کاپیتان مورتون و تام‌تام و به دلیل مشکلات مربوط به استرس و احتمالاً پیر شدن می‌میرد.
- اِریک و بِیتس: یک بز مادر و یک بزغاله که خانوادهٔ رابینسون آن‌ها را در این جزیرهٔ غیر مسکونی پیدا کردند، این دو حیوان متعلق به مردی به نام ِاریک بِیتس بوده که چندین سال قبل از وقایع این انیمیشن سریالی، در این جزیرهٔ غیر مسکونی پس از رنج فراوان و بیماری (احتمالاً مالاریا) در گذشته بوده. اسکلت و دفتر خاطرات او بعداً توسط رابینسون‌ها در غاری که آن‌ها به عنوان پناهگاهی در برابر باران اقامت گزیده بودند کشف شد. خانوادهٔ رابینسون برای ادای احترام به او، از نام و نام خانوادگی او برای نام‌گذاری بزها استفاده کردند.
- کاپیتان ویلیام مورتون: او مردی بدخلق، شراب‌خوار و معتاد به سیگار کشیدن است. او یک کاپیتان حرفه‌ای دریایی است که رابینسون‌ها متوجه زندگی او همراه با تام‌تام در غاری کوچک کنار دریا می‌شوند؛ آنا از عادت سیگار کشیدن او متنفر است و در ابتدا به شدت از او بدش می‌آید، خصوصاً بعد از اینکه او سعی کرد جک را مجبور به سیگار کشیدن کند، اما به تدریج با او گرم می‌شود.
- تام‌تام: پسر بومی استرالیایی در حدود ۱۰ تا ۱۱ ساله که همراه کاپیتان مورتون است و با فلون، فرانس و جک دوستان خوبی می‌شوند. پدر و مادر او توسط سفید پوستانی که به استرالیا می‌رفتند کشته شده‌اند.
- اِمیلی: یک دختر نوجوان که در کشتی سفر به استرالیا، با فرانس و سایر اعضای خانوادهٔ رابینسون دوست می‌شود؛ او پس از اینکه خانوادهٔ خود را در طوفان از دست می‌دهد، خود را به استرالیا می‌رساند و به یاد خانوادهٔ رابینسون، آدرس دکتر الیوت، دوست دکتر ارنست را پیدا می‌کند و به نزد او در ملبورن می‌رود و ماجرای طوفان و جدایی از خانواده و احتمال زنده نبودن آن‌ها را برای او تعریف می‌کند و نزد او تحت آموزش پرستاری موقت قرار می‌گیرد.
- ماری: خادم محبوب و مهربان خانوادهٔ رابینسون، که تصمیم می‌گیرد خانواده را تا استرالیا همراهی نکند. او پس از مهاجرت خانوادهٔ رابینسون، در خانهٔ دکتر رابینسون، که حالا دیگر متعلق به برادر و زن‌برادر دکتر رابینسون است، مشغول به خدمت به آن‌ها می‌شود.
- دکتر ساموئل اِلیوت: دوست دکتر ارنست رابینسون که در استرالیا در شهر ملبورن زندگی می‌کند.
- کاپیتان: کاپیتان کشتی که مسافران خود را در یک سفر از انگلستان به استرالیا می‌برد و در اثر غرق شدن در دریا در گذشت و آب او را به ساحل آن جزیرهٔ غیر مسکونی می‌برد؛ او قبل از غرق شدن در دریا، جان فرانس را که با او از کشتی سقوط کرده بود، نجات می‌دهد.[۱]

## صداپیشگان نسخهٔ فارسی
- مدیر دوبلاژ: مهدی علیمحمدی
- فلون: ناهید امیریان شمس‌آبادی
- جک: نوشابه امیری و مریم شیرزاد
- دکتر ارنست: حسین معمارزاده
- آنا (همسر دکتر ارنست): شهلا ناظریان
- فرانس: محمد بهره‌مندی - آرشاک قوکاسیان
- تام تام: فریبا شاهین‌مقدم
- آقای مورتون: ولی‌الله مؤمنی